# Joseph Aubin
Joseph Marius Alexis Aubin (18 de julio de 1802, Tourrettes, Francia - 7 de julio de 1891, Callian, Francia) es un paleógrafo y coleccionista americanista. Durante diez años de residencia en México (1830-1840), reunió una vasta colección de manuscritos y códices, muchos de los cuales pertenecieron a Lorenzo Boturini. Reeditado en gran parte por Eugene Goupil que lo donó a la Biblioteca Nacional de Francia, constituyendo la parte principal del fondo mexicano de esta institución.
Fue cofundador de la Sociedad Americana de Francia en 1857, el primer intento de establecer una sociedad de americanistas en Francia y fue miembro de la Comisión Científica de México (1864-1867), en el Comité de Historia, Lingüística y Arqueología.

## Biografía
Se trasladó a París en 1812. Se interesó por el dibujo y las matemáticas y se unió a la Ecole des Beaux-Arts en 1816. A continuación, entró en la Escuela Normal Superior de París, donde se graduó en 1822. Él enseñó en las escuelas superiores de Sens y Auxerre en 1826 y fue nombrado Director de sección en la Escuela Normal de la Ciencia.
En 1830, dejó Francia, bajo los auspicios de François Arago y Louis Jacques Thénard para llevar a cabo trabajos de investigación en física y astronomía en México, pero quedó fascinado de inmediato por los restos de objetos y documentos de una cultura arqueológica mucho más refinada que no se imaginaba fuera así. A medida que más se despojaba de sus instrumentos científicos, decidió dedicarse a la investigación arqueológica e histórica, y pronto, dada la abundancia de manuscritos y dibujos, sólo para la investigación histórica de estos documentos. Esto lo llevó a aprender la lengua náhuatl.
Cuenta con medios financieros suficientes, que mantuvo convirtiéndose en preceptor de los hijos del General José Morán y luego fundó una escuela secundaria privada en México. En un período agitado, cuando la alta sociedad mexicana se ocupa principalmente de la política, es casi el único aficionado rico a manuscritos y encuentra poca competencia en sus compras, llegando forma una amplia colección. Adquirió sus primeros manuscritos y pinturas de los descendientes del astrónomo Antonio de León y Gama, de donde también obtuvo contactos para conseguir libros de la del museo indiano de Lorenzo Boturini.
Sin embargo, a pesar de estas fuentes abundantes de que dispone para el estudio de la historia de México, escribe poco acerca de los resultados de su investigación y mantiene celosamente fuera de la vista de la gente su colección, clandestinamente sin autorización del gobierno mexicano saca del país esos documentos  en 1840. Parece de hecho que comienza a sufrir de paranoia y aislarse cada vez más, convirtiéndose al final de su vida en una persona de aspecto extraño, viejo y descuidado, desafiante hacia todo y todos.
Sin embargo, se le pide – como miembro de un segundo nivel- ser miembro de la Comisión Científica de México (1864-1867), cuya misión era preparar y supervisar el progreso de la misión científica que acompañaba la expedición militar que comenzó en 1861. Se muestra reservado, desconfiado, desordenado, sin carisma y poco diplomático, entregando informes negativos sobre el trabajo de algunos corresponsales mexicanos como Louis Toussaint Doutrelaine, corresponsal en México, cuando es realidad su obligación es recordar al Ministro de Educación  la importancia de los miembros del Comité y no desalentar a los colaboradores mexicanos.
Finalmente en Francia en 1889, vendió su colección a Eugène Goupil a través de Eugène Boban que escribiría el catálogo de su colección, incluyendo una nota biográfica de J. M. A. Aubin. Según el americanista Daniel Garrison Brinton, esto lo habría resuelto después de perder mucho dinero en el escándalo de Panamá.

## Libros
Como se señaló en realidad es muy poco lo que publica, de lo que puede citarse tenemos:
- Memoria sobre pintura didáctica y escritura figurativa de los antiguos mexicanos.
- Historia de la nación mexicana ... Manuscrito figurativo acompañado de texto en lengua náhuatl o mexicana, seguido de una traducción francesa del fallecido J.-M.-A. Aubin. Reproducción del Códice de 1576 ... (publicado por Eugène Boban.)
- Examen de pinturas figurativas antiguas del México antiguo. (publicado por E. Leroux)

## Curiosidades
El edificio del antiguo ayuntamiento de su pueblo natal de Tourrettes está adornado con un bajorrelieve maya que lo conmemora.
En México, afirmó ser pariente del abate Sieyes.